# Sprzedałem się
Sprzedałem się (zapis stylizowany: SPRZEDAŁEM SIĘ) – pierwszy singel polskiego rapera Okiego z jego siódmego albumu studyjnego, zatytułowanego Era47. Singel został wydany 22 marca 2023.
Nagranie otrzymało w Polsce status podwójnie platynowego singla, przekraczając liczbę 100 tysięcy sprzedanych kopii.

## Geneza utworu i historia wydania
Utwór napisali i skomponowali Oskar Kamiński, Bartosz Worek, Konrad Zasada i Paweł Gronek, którzy również odpowiadają za produkcję utworu. 
Singel ukazał się w formacie digital download 22 marca 2023 w Polsce za pośrednictwem wytwórni płytowej 2020 w dystrybucji Universal Music Polska. Piosenka została umieszczona na siódmym albumie studyjnym Okiego – Era47.

## Teledysk
Do utworu powstał teledysk w reżyserii Marcina Kucińskiego, który udostępniono 23 marca 2023 za pośrednictwem serwisu YouTube.

## Lista utworów
- Digital download[2]

1. „Sprzedałem się” – 3:27

## Notowania
| Kraj   | Lista (2023)             | Najwyższa pozycja |
| ------ | ------------------------ | ----------------- |
| Polska | Billboard Poland Songs   | 2                 |
| Polska | OLiS – single w streamie | 2                 |

| Kraj   | Lista (2023)             | Pozycja |
| ------ | ------------------------ | ------- |
| Polska | OLiS – single w streamie | 39      |

## Certyfikaty
| Kraj          | Certyfikat         | Sprzedaż |
| ------------- | ------------------ | -------- |
| Polska (ZPAV) | 2× platynowa płyta | 100 000+ |